# Malmö Brandkårs Musikkår
Malmö Brandkårs Musikkår är en svensk musikkår i Malmö, tillhörande Räddningstjänsten Syd.
Musikkåren bildades 1910 som en mässingssextett men gjorde sitt första framträdande på nyårsdagen 1911, då Malmö Brandkår slogs samman med Sofielunds- och Västra Skrävlinges brandförsvar. Musikkåren har därefter växt till 21 man.